# Adansonia grandidieri
Espèce
Classification phylogénétique
Statut de conservation UICN

 EN A1c+2c : En danger
Le Baobab de Grandidier (Adansonia grandidieri) est une espèce d'arbres de la famille des Bombacaceae selon la classification classique, ou de celle des Malvaceae selon la classification phylogénétique. C'est un arbre endémique de Madagascar.

## Description

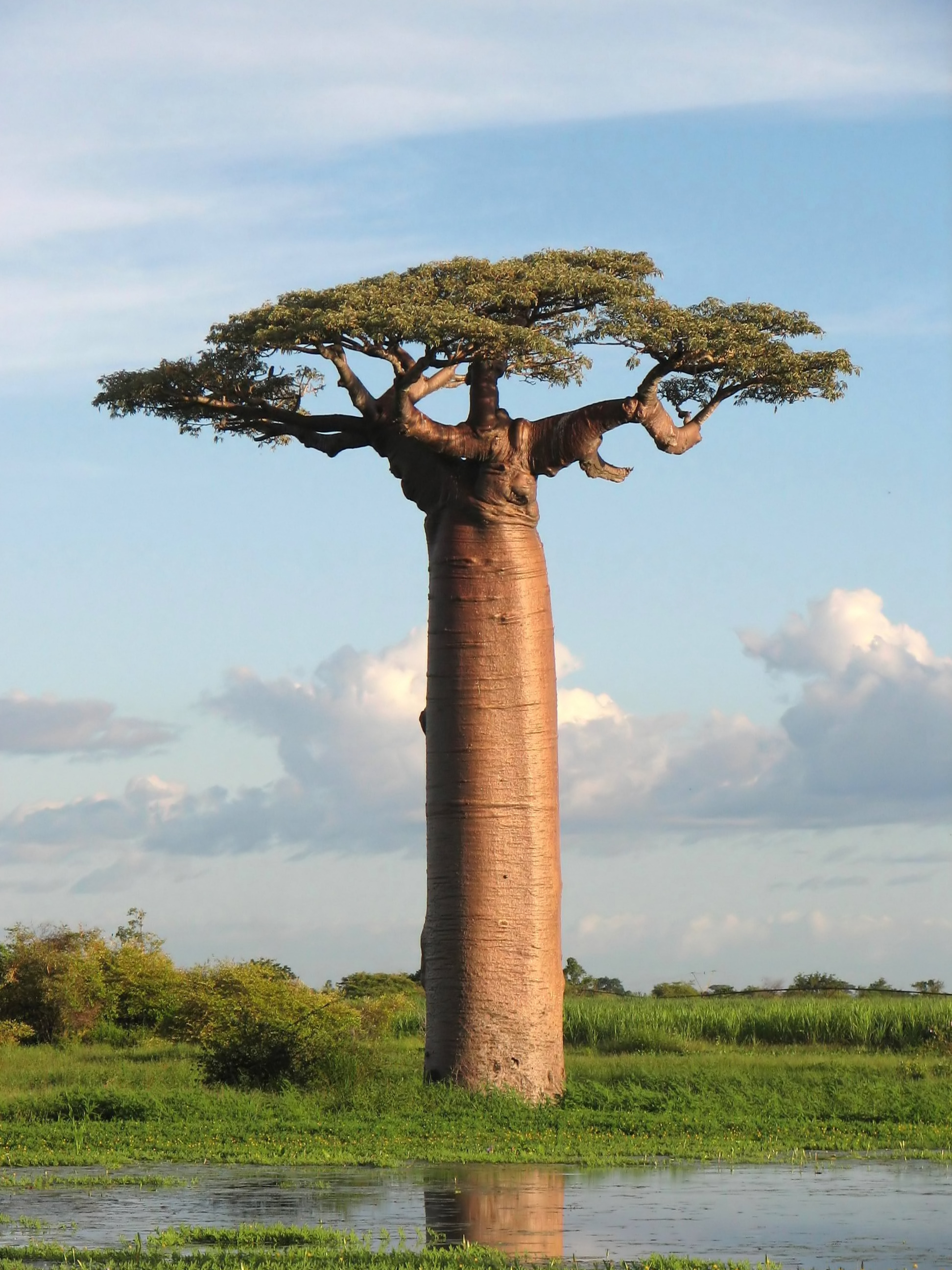
Un baobab de Grandidier (Adansonia grandidieri), une espèce de baobab de Madagascar classée en danger d’extinction (EN) à la liste rouge de l'UICN.

C'est la plus grande des six espèces de baobabs endémiques de Madagascar. Certains individus atteignent 30 mètres de hauteur et 7,5 mètres de diamètre. L'espèce est classée en danger d'extinction sur la liste rouge de l'UICN. Adansonia grandidieri est mondialement connu grâce au peuplement de la spectaculaire allée des baobabs située près de Morondava, sur la côte sud ouest de l'île rouge.

## Étymologie
L'épithète spécifique grandidieri rend hommage au botaniste et explorateur français, Alfred Grandidier.